# Семюел Прескотт Буш
Самюе́ль Буш (англ. Samuel Prescott Bush; 4 жовтня 1863 — 8 лютого 1948) — американський промисловець-підриємець і політик, засновник династії Бушів.
Є засновником династії американських політиків: батько сенатора США Прескотта Буша, дід 41-го президента США Джорджа Буша, прадід 43-го президента США Джорджа Вокера Буша.
Сфера інтересів в бізнесі поширювалася від сталі і нафти до залізничних перевезень. Після закінчення Першої світової війни і прийняття програми з модернізації американського ВПК був відповідальним за артилерійське і стрілецьке озброєння. Служив у Федеральному резервному банку Клівленда. Був призначений до Президентської комісії президента Гувера по безробіттю.
Був одружений із Флорою Шелдон, в сім'ї було п'ятеро дітей, вдруге одружився після смерті жінки, збитої автомобілем.